# Gründberg (Berg in Linz)
Der Gründberg ist ein 374 m hoher, baumloser Hügel im Norden des Stadtgebiets der oberösterreichischen Landeshauptstadt Linz, im Stadtteil Pöstlingberg.
Von seinem Gipfel hat man einen guten Überblick über das Linzer Becken und seine Begrenzungen Freinberg, Pöstlingberg, Pfenningberg. Weiters sind die Traunmündung und die Spitze des Kürnbergs sichtbar, nicht eingesehen werden können der Luftenberg und die Ennsmündung.

## Name
Der Name Gründberg wurde urkundlich erstmals im Jahr 1405 im Urbar der Benediktinerinnenabtei Nonnberg als Grinperg und Grimperg erwähnt.
Die Bezeichnung Gründberg („grüner Berg“) stammt sehr wahrscheinlich von der entwaldeten, grünen Kuppe des Gründbergs. Besonders im Frühling hebt sich die wiesengrüne, helle Kuppe des Berges vom dunklen Hintergrund der benachbarten Waldhöhen ab.
Der Name Gründberghügel wird ortsüblich zur Unterscheidung des baumlosen Gipfels im Gegensatz zum Gründberg als Ganzem verwendet. Die Bezeichnung Gründberghügel ist allerdings in keiner wissenschaftlichen, amtlichen oder geographischen Quelle dokumentiert.

## Lage
Der Gründberg befindet sich im Linzer Ortsteil Gründberg und erstreckt sich zwischen dem Haselgraben im Osten und dem Höllmühlgraben im Westen. Am nördlich davon aufragenden, bewaldeten Höhenrücken befinden sich die Erhebungen Keglergupf (536 m) und der mit einem hölzernen Gipfelkreuz und beschrifteter Gipfelbuchkassette versehene Pipieterkogel (567 m). Geologisch gehört der Gründberg wie der Großteil des Mühlviertels zum südlichen Rand des Böhmischen Massivs.
Gelegentlich wurde der Gipfel des Gründbergs auch weiter nördlich beim Keltentor in der Höhe von 509 m lokalisiert oder direkt mit dem Keglergupf identifiziert. Im Zusammenhang mit den Erforschungen des Oppidums von Gründberg wurde nämlich das Gebiet des Bergs – entgegen der später verdeutlichten Abgrenzung zum Keglergupf – weiter gefasst. Es widerspricht aber der althergebrachten Namensgebung, wenn der Keglergupf Gründberg genannt wird.
In der Senke zwischen dem Gründberg und dem Südhang des Keglergupfs liegt die aus drei Althöfen bestehende Siedlung Gründberg. In älteren Quellen trägt diese Siedlung den Ortsnamen Hintberg, weil die Gründberger Höfe im Einschnitt zwischen Gründberg und Keglergupf vom Tal aus betrachtet „hinter dem Berg“ (Gründberg) liegen.

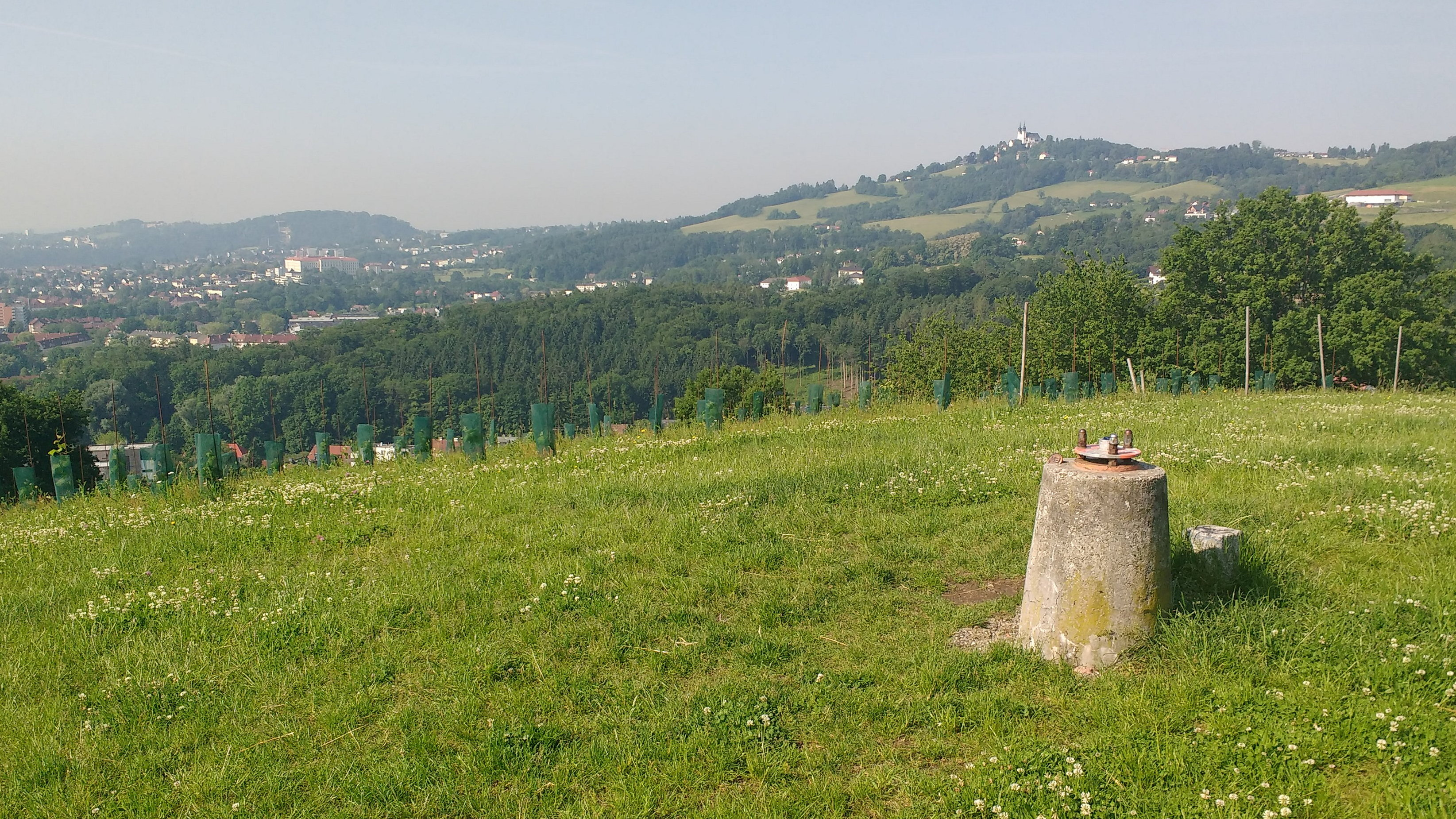
Blick vom Gründberg Richtung Petrinum und Pöstlingberg

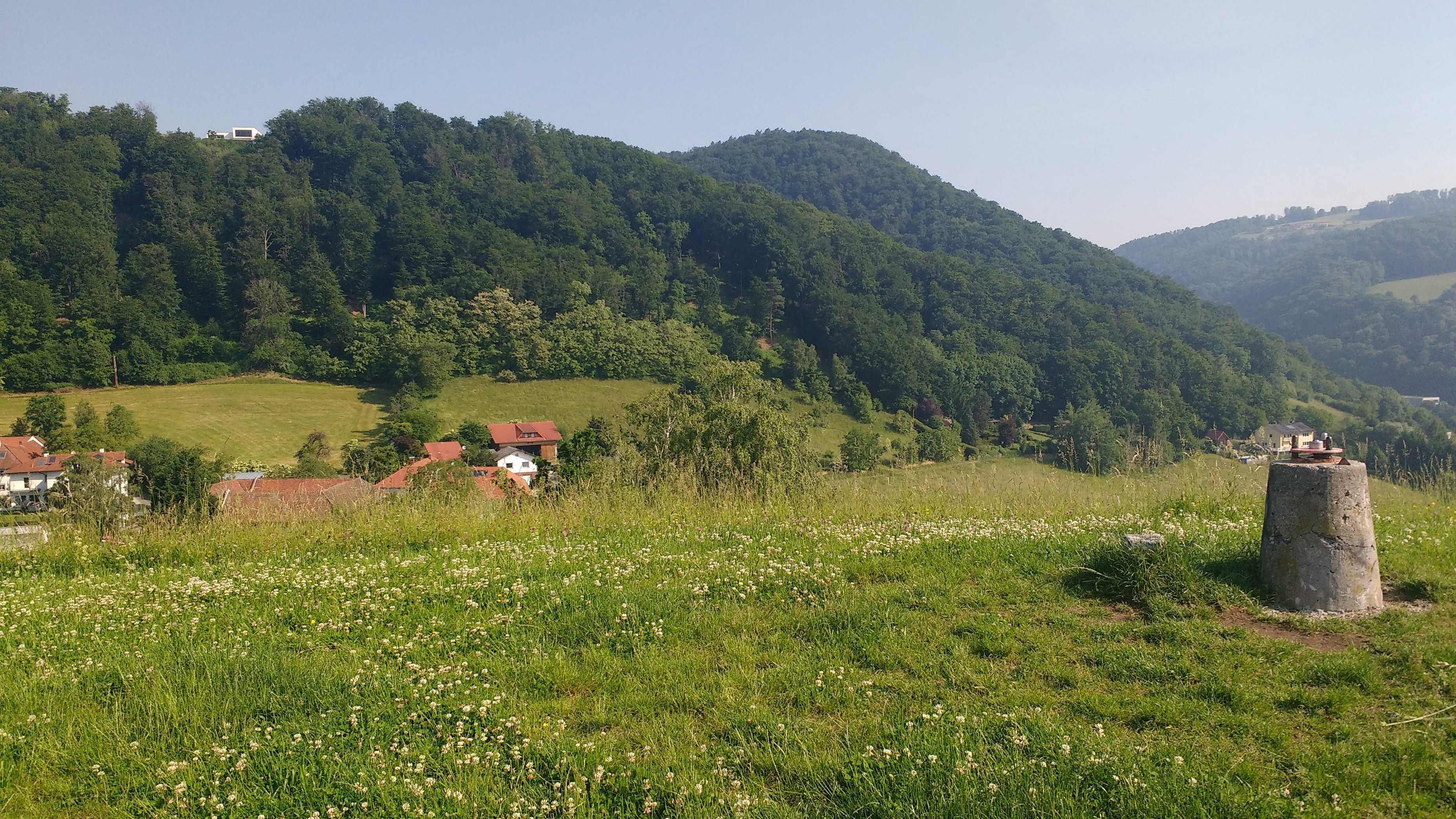
Blick Richtung Altsiedlung Gründberg und Keglergupf

## Geschichte
Die ältesten Funde am Gründberg stammen aus dem Spätneolithikum und aus der späten Bronzezeit.
Das Oppidum von Gründberg war eine spätlatènezeitliche keltische Höhensiedlung und Stützpunkt eines schon seit prähistorischer Zeit benutzten Verkehrswegs, der die beiden Täler der Donau und der Moldau auf kürzestem Wege verband. Der markante Südwall zwischen den großen Grünflächen der Höfe des Unterburgers und Oberburgers ist sehr deutlich zu sehen. Der ehemalige Nordwall verläuft durch den Wald nördlich des Oberburgers und endet vor der Kante zum Haselgraben mit einer im Gelände noch erkennbaren Anlage eines keltischen Zangentores.
Die uralten Saumpfade wurden im Mittelalter für den Salzhandel entlang des sogenannten Linzer Steigs verwendet.
Im Jahr 1117 bestätigte der Salzburger Erzbischof Konrad I. von Abenberg dem Frauenkloster Nonnberg neben Weingärten in der Wachau und Gütern im Lungau auch den Besitz westlich des Haselbaches, also des Gründbergs. Das älteste erhaltene Urbar des Stiftes Nonnberg aus dem Jahr 1332 nennt dort acht Lehen, zwei Höfe und eine Mühle. Sitz des Verwalters der Nonnberger Untertanen in der Umgebung von Linz war von 1273 bis 1579 das Nonnberger Stiftshaus in der Linzer Altstadt.
Im Westen des Gründbergs befand sich das 1412 als am Purkchgeren erstmals erwähnte Gut Burggern, das seinen Namen ebenfalls von der keltischen „Burg“ bezog. Später verwendete man die Bezeichnungen Burggeher und schließlich Gründberghof für diesen Vierkanter, der im 20. Jahrhundert etappenweise abgerissen wurde. Der Name wurde danach auf das benachbarte Gasthaus Gründberghof übertragen, das bis zum Jahr 2002 in Betrieb war.
Von 1832 bis 1872 verlief die Pferdeeisenbahn Budweis–Linz–Gmunden am Fuße des Gründbergs, wobei der Haselbach westlich von St. Magdalena gequert wurde. Mit der Umstellung auf Dampfbetrieb wurde 1873 eine andere Trassenführung gewählt, die nicht mehr durch den Haselgraben führte.
Mit dem Grundentlastungspatent von 1848 kam es zur Aufhebung der Grundherrschaft und der Untertanenpflichten. Das Stift Nonnberg wurde mit einem Kapital von 7740 Gulden und einer 5-prozentigen jährlichen Rente von 387 Gulden entschädigt. Für die Zehentpflichten auf dem Nonnberger Grund wurden insgesamt 3110 Gulden Ablöse und jährlich 155 Gulden an den Pfarrer zu Reichenau, die Herrschaft Haus, den Dechanthof Linz, das Bürgerspital Linz, die Herrschaft Ottensheim und die Herrschaft Reichenstein ausbezahlt.
Am 31. Mai 1919 wurde das Gebiet des Gründbergs als Teil der früher selbständigen Gemeinde Pöstlingberg zuerst nach Urfahr und tags darauf nach Linz eingemeindet.
Nach der Hochwasserkatastrophe 1954 wurden an zwei Hangbereichen des Gründbergs mit Hilfe schwedischer Spendengelder insgesamt 50 Häuser erbaut, die bald „Schwedensiedlung“ genannt wurden.
Im Jahr 1991 installierte der Künstler Rudolf Leitner-Gründberg am Gründberg das temporäre Monument Die Krone am Gründberg.
2018 wurde am Gipfel des Gründbergs ein Weinberg angelegt.

## Sehenswürdigkeiten
- Pfarrkirche St. Markus

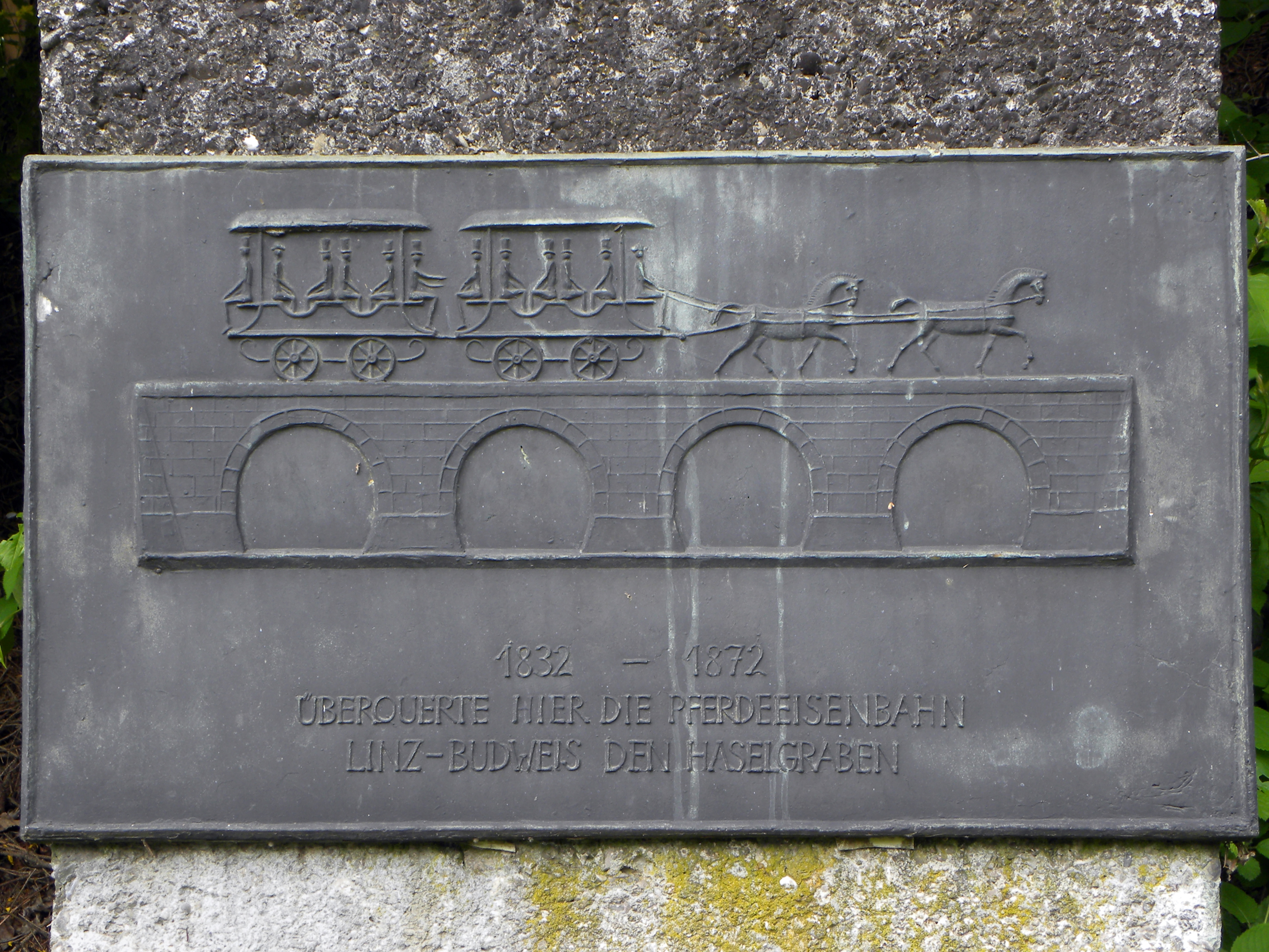
Pferdeeisenbahn-Denkmal an der Leonfeldner Straße

- Von der um 1900 errichteten Gründbergkapelle bietet sich ein schöner Ausblick über die Stadt.
- Am Hang des Gründbergs befinden sich die beiden im Jahr 1955 erbauten Schwedensiedlungen, die ihrerseits Teile der östlichen bzw. westlichen Gründbergsiedlung sind, die durch den Hohlweg der Höllmühlstraße getrennt sind.
- Von der ursprünglichen, etwa 1,3 km langen Pferdeeisenbahn-Trasse entlang des Gründbergs[14] ist nur mehr das westliche Widerlager der großen, vierbogigen Steinbrücke über den Haselgraben gut zu erkennen. An dieser Stelle befindet sich am Rand der Leonfeldener Straße das Pferdeeisenbahn-Denkmal mit folgender Inschrift:

„1832–1872 ÜBERQUERTE HIER DIE PFERDEEISENBAHN LINZ-BUDWEIS DEN HASELGRABEN“

## Freizeit
Die Wege zur „Gis“ ziehen Wanderer und Mountainbiker gleichermaßen an.
Die Schrebergärten im Kleingartenverein Gründberg und im benachbarten Kleingartenverein Erdsegen werden von Frühling bis Herbst zur Erholung genutzt.
Die rundliche, unverbaute Kuppe des Gründbergs war bis zur Anlage des Weinbergs im Jahr 2018 ein beliebtes Areal fürs Drachensteigen.